# Resurrección María de Azkue

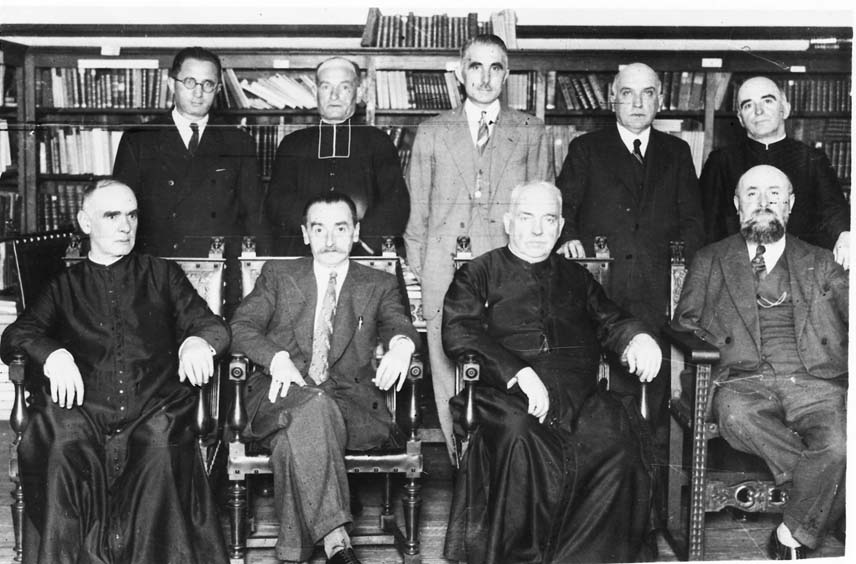
Réunion en 1927 à l'Euskaltzaindia. Haut : Orixe, Jean Elizalde, Seber Altube, Julio Urkixo et Erramun Olabide. Bas : Juan Bautista Eguzkitza, Bonifazio Etxegarai, Resurreccion Maria Azkue et Georges Lacombe.

Resurrección María de Azkue Aberasturi, né le 5 août 1864 à Lekeitio, Biscaye et mort le 9 novembre 1951 à Bilbao, Biscaye, est un prêtre, musicien, écrivain et académicien basque qui fut président de l'Académie de la langue basque ou Euskaltzaindia dès sa création en 1919 jusqu'à sa mort en 1951. Il fut aussi membre de l'Académie royale espagnole en tant que représentant de la langue basque à partir de 1927.

## Biographie
Fils du poète Eusebio María Azkue Barrundia, il fit ses études primaires et secondaires dans sa ville natale puis les continua à Bilbao. Il étudia ensuite au séminaire de Vitoria-Gasteiz et à l'université de Salamanque. Après sa formation, il obtient un poste de professeur basque promu par la Députation forale de Biscaye en 1888 à 24 ans et en concurrence avec Sabino Arana (23 ans) et Miguel de Unamuno (24 ans). En tant que musicien, il réalisa ses études à Bilbao (Communauté autonome du Pays basque), à Bruxelles (Belgique) et à Cologne (Allemagne).

## Œuvres
Il dédia toute sa vie à l'étude et à la diffusion de la langue basque, aujourd'hui il reste une référence incontournable grâce à ses travaux de recherche d'une grande valeur et toujours actuel. Ses œuvres les plus connues sont dans le domaine de la lexicologie, grammatical et de la littérature populaire. Ses ouvrages sont les suivants :
- Euskal Izkindea. Grammaire basque, 1891.
- Euskara-Gaztelania-Frantsesa hiztegia. Dictionnaire basque-espagnol-français, 1905.
- Euskal Morfologia. Morphologie basque, 1923-1925

études sur les suffixes basques comme langue agglutinante.
- Euskalerriaren Yakintza (Le savoir d'Euskal Herria), 1935-1947

travail de collecte sur la sagesse populaire.
- Bein da betiko. Une fois et pour toujours, 1893.
- Ardi galdua. La brebis perdue, 1919.

Dans le domaine musical, il publia une importante œuvre :
- Cancionero popular vasco. Compilation de musiques et de chansons basques, 1918-1925[1]

il s'agit de la sélection de 1 001 pièces sur 2 000. C'est à travers ce travail qu'il gagna un concours en 1915 octroyé par les députations forales du Guipuscoa, de Biscaye, d'Alava et de Navarre.

## Critique
Sa célébrité en tant que philologue et chercheur sur les mythes et contes basques ont laissé ses romans en deuxième plan. En tant qu'académicien, il fut le précurseur du gipuzkera osatua (guipuscoan complété), il proposa de prendre comme modèle pour le verbe et la morphologie du guipuscoan, enrichie par l'apport des autres dialectes. L'exemple pratique est le roman Ardi Galdua (La brebis perdue). Le « guipuscoan amélioré »  d'Azkue reçu une grande approbation de la part de ses pairs, des écrivains basques et fut la nouvelle référence linguistique pour l'enseignement du basque unifié ou euskara batua dans les années 1960.
Son premier roman est une œuvre costumbriste et satirique.